# Липчанское сельское поселение
Липчанское сельское поселение — муниципальное образование Богучарского района Воронежской области России.
Административный центр — село Липчанка.

## Население
| 2000  | 2005  | 2010  | 2012  | 2013  | 2014  | 2015  | 2016  | 2017  |
| ----- | ----- | ----- | ----- | ----- | ----- | ----- | ----- | ----- |
| 1937  | ↘1896 | ↘1737 | ↘1686 | ↘1685 | ↘1669 | ↘1619 | ↘1584 | ↘1547 |
| 2018  | 2019  | 2020  | 2021  |       |       |       |       |       |
| ↘1526 | ↘1499 | ↘1490 | ↗1561 |       |       |       |       |       |

## Населённые пункты
В состав поселения входят:
- хутор Варваровка,
- село Липчанка,
- хутор Марьевка,
- село Шуриновка.